# Xanthe Chaos
Lo Xanthe Chaos è una struttura geologica della superficie di Marte.